# Netelia solus
Netelia solus là một loài tò vò trong họ Ichneumonidae.